# Maculicoccus malaitensis
Maculicoccus malaitensis är en insektsart som först beskrevs av Cockerell 1929.  Maculicoccus malaitensis ingår i släktet Maculicoccus och familjen ullsköldlöss. Inga underarter finns listade i Catalogue of Life.